# Vehlingen
Vehlingen ist ein Ortsteil der Stadt Isselburg im Kreis Borken in Nordrhein-Westfalen. Bis 1974 war Vehlingen eine eigenständige Gemeinde.

## Geographie
Vehlingen liegt etwa zwei Kilometer westlich der Isselburger Kernstadt. Die ehemalige Gemeinde Vehlingen besaß eine Fläche von 7,5 km². In Vehlingen liegt der Biotopwildpark Anholter Schweiz.

## Geschichte
Vehlingen ist eine alte Bauerschaft. Seit dem 19. Jahrhundert bildete Vehlingen eine Landgemeinde in der Bürgermeisterei Millingen (seit 1928 Amt Millingen) des Kreises Rees im Regierungsbezirk Düsseldorf. Am 1. Januar 1975 wurde Vehlingen durch das Münster/Hamm-Gesetz in die Stadt Isselburg eingegliedert, die dem Kreis Borken im Regierungsbezirk Münster zugeordnet wurde. Vehlingen wechselte dadurch aus dem Landesteil Nordrhein in den Landesteil Westfalen.

## Einwohnerentwicklung
| Jahr | Einwohner | Quelle |
| ---- | --------- | ------ |
| 1832 | 526       | [ 5 ]  |
| 1861 | 669       | [ 4 ]  |
| 1871 | 680       | [ 6 ]  |
| 1885 | 646       | [ 7 ]  |
| 1910 | 576       | [ 8 ]  |
| 1925 | 544       | [ 2 ]  |
| 1939 | 508       | [ 9 ]  |
| 2010 | 1000      | [ 1 ]  |

## Kultur
Ein Träger des lokalen Brauchtums ist die St. Quirinus Schützenbruderschaft Vehlingen.